# Ministère des Affaires intérieures (Haut-Karabagh)
Pour les articles homonymes, voir Ministère de l'Intérieur.
Le ministère des Affaires intérieures ou de l'Intérieur (arménien : Ներքին գործերի նախարարություն ; russe : Министерство внутренних дел) est un organe d'administration du Haut-Karabagh (république d'Artsakh).

## Coopération intergouvernementale
La police du Haut-Karabagh dépendante du ministère agit en coopération avec la police de la république d'Arménie.